# Coração Vencedor
"Coração Vencedor" é uma canção da cantora brasileira Joelma, lançada em 15 de abril de 2021 de forma independente. Foi composta por Tonny Brasil e gravada em 26 de outubro de 2020 nos estúdios KZA Produções, em São Paulo, sendo produzida por Tovinho. "Coração Vencedor" trata do empoderamento feminino e da busca das mulheres pela liberdade física e sentimental e foi caracterizada por Joelma como uma mistura de cúmbia e merengue.
Dirigido por Joelma e Ricardo Lago, o videoclipe de "Coração Vencedor" acompanhou o lançamento da canção. O vídeo musical apresenta referências medievais, com inspiração em guerreiras e amazonas, junto com a estética dos animes e das histórias em quadrinhos "para conquistar um público mais jovem". Um remix da canção em ritmo de bachata foi lançado em 22 de junho de 2021, aniversário de 47 anos de Joelma.

## Composição e gravação
Composta por Tonny Brasil, "Coração Vencedor" trata do empoderamento feminino e da busca das mulheres pela liberdade física e sentimental e foi caracterizada por Joelma como uma mistura de cúmbia e merengue. Ela contou que "procur[ava] por essa música há oito anos", recebendo a composição durante o início da pandemia de coronavírus. A canção foi gravada em 26 de outubro de 2020 nos estúdios KZA Produções, em São Paulo, sendo produzida por Tovinho. Joelma relatou que teve dificuldades em gravar a canção devido às sequelas da COVID-19 que contraiu em julho de 2020, afetando-lhe as vias respiratórias e, consequentemente, as cordas vocais: "[...] depois da doença, eu não consegui colocar a voz de início, porque eu estava muito fraca, então, eu escolhi dois tons. Fui ensaiando até que consegui. Foi uma luta muito grande."

## Lançamento e divulgação
Em 6 de abril de 2021, "Coração Vencedor" foi disponibilizada para pre-save nas plataformas de streaming, com data de lançamento para o dia 15 do mesmo mês. Para promover a canção, Joelma realizou uma coletiva de imprensa um dia antes de seu lançamento e embarcou em uma agenda de divulgação, incluindo apresentações ao vivo em programas de televisão. Ela fez a primeira apresentação televisionada da canção no TVZ em 19 de abril de 2021. No dia seguinte, cantou a faixa no Encontro com Fátima Bernardes, juntamente com "A Lua Me Traiu". Em 25 de abril, performou a canção no Domingo Legal, junto com o medley de "Temporal" e "Isso É Calypso". No dia 29 do mesmo mês, interpretou a canção no Vem pra Cá, junto com um medley de "A Lua Me Traiu" e "Dudu". Em 7 de maio, apresentou a canção no Melhor da Tarde com Catia Fonseca e Programa do Ratinho. Em 6 de junho, performou a canção no Hora do Faro, junto com um medley de "18 Quilates" e "Não Teve Amor". Em 29 de julho, interpretou a canção no Jojo Nove e Meia. Em 11 de setembro, cantou a faixa no Caldeirão, juntamente com "A Lua Me Traiu".

## Vídeo musical

Os três visuais de Joelma no vídeo musical de "Coração Vencedor".

O videoclipe de "Coração Vencedor foi dirigido pela própria Joelma e Ricardo Lago, da produtora Dronando Filmes, e lançado junto com a canção em 15 de abril de 2021. As gravações ocorreram nos dias 8 e 9 de março de 2021 no Castelo dos Vinhais, em Vinhedo, no estado de São Paulo. Joelma revelou que teve uma reinfecção da COVID-19 em janeiro de 2021 e quase desistiu de gravar o videoclipe devido ao seu estado de saúde: "[...] a gente já tinha marcado o clipe. Pensei em desmarcar, mas deixei nas mãos de Deus. Duas semanas antes de gravar consegui levantar." A cantora participou de toda a concepção do projeto, incluindo figurino, coreografia, maquiagem, roteiro e edição. A ideia para o roteiro do vídeo surgiu logo após ela ouvir a canção: "Quando recebi ela [...] me identifiquei na hora. Busquei referências e junto com minha equipe pensamos em um clipe que pudesse passar uma mensagem da força que nós mulheres temos."

O vídeo musical apresenta referências medievais, com inspiração em guerreiras e amazonas, junto com a estética dos animes e das histórias em quadrinhos "para conquistar um público mais jovem". No vídeo, além de estar acompanhada por sete dançarinas, Joelma veste três figurinos: o primeiro figurino é inspirado nas amazonas; o segundo visual representa a liberdade na figura de uma libélula, com figurino verde fluorescente e peruca ruiva longa; o terceiro visual retrata uma super-heroína, com uma maquiagem inspirada em cartoon que levou cerca de duas horas para ser feita. A cantora explicou as mudanças de visual no videoclipe dizendo:
"A música fala de um coração ferido, machucado, ferrado, marcado a ferro e fogo. Só que esse coração quebra as correntes e se liberta. Quando vem a libertação, vem uma nova mulher, uma nova pessoa. Eu quis dar uma cara para essa nova pessoa. A cada vitória conquistada, a gente vai se reciclando, se fortalecendo, se tornando uma pessoa mais forte. Mudar o visual foi isso: entrar com uma personagem guerreira, que acho que todas nós somos quando a gente consegue cair e levantar."
No YouTube, o videoclipe atingiu o primeiro lugar entre os vídeos demarcados como "em alta" e alcançou a marca de um milhão de visualizações nos primeiros quatro dias.

## Desempenho comercial
Uma hora após o seu lançamento, "Coração Vencedor" alcançou o topo da iTunes Store brasileira.

## Remix
Em 10 de junho de 2021, um remix de "Coração Vencedor" em ritmo de bachata foi disponibilizada para pre-save nas plataformas de streaming, com data de lançamento para o dia 22 do mesmo mês, aniversário de 47 anos de Joelma.

## Lista de faixas
Download digital e streaming
1. "Coração Vencedor" — 3:13

Download digital e streaming (Romântica)
1. "Coração Vencedor" (Romântica) — 2:32